# Brullaea ocypteroidea
Brullaea ocypteroidea là một loài ruồi trong họ Tachinidae.